# Anastasia Țîganova
Anastasia Țîganova (n. 2 iunie 2003) este o sportivă ce a reprezentat Rusia. A participat la competiții asociate Jocurilor Olimpice în care a câștigat o medalie de aur.

## Participări
Lista de mai jos prezintă principalele competiții la care a participat Anastasia Țîganova de-a lungul carierei.
- Jocurile Olimpice de iarnă pentru tineret din 2020[*][1][2]